# Ilyodrilus coccineus
Ilyodrilus coccineus är en ringmaskart som beskrevs av Vedjovsky. Ilyodrilus coccineus ingår i släktet Ilyodrilus och familjen glattmaskar. Inga underarter finns listade i Catalogue of Life.